# 7309 Shinkawakami
7309 Shinkawakami (1995 FU) là một tiểu hành tinh vành đai chính được phát hiện ngày 28 tháng 3 năm 1995 bởi T. Kobayashi ở Oizumi.